# Chewelah
Chewelah (/tʃəˈwiːlə/) é uma cidade localizada no estado norte-americano de Washington, no Condado de Stevens.

## Demografia
Segundo o censo norte-americano de 2000, a sua população era de 2186 habitantes.
Em 2006, foi estimada uma população de 2316, um aumento de 130 (5.9%).

## Geografia
De acordo com o United States Census Bureau tem uma área de
7,6 km², dos quais 7,6 km² cobertos por terra e 0,0 km² cobertos por água. Chewelah localiza-se a aproximadamente 656 m acima do nível do mar.

## Localidades na vizinhança
O diagrama seguinte representa as localidades num raio de 40 km ao redor de Chewelah.